# 全プリキュア 20th Anniversary LIVE!
『全プリキュア 20th Anniversary LIVE!』（ぜんプリキュア トゥウェンティエス アニバーサリー ライブ）は、アニメ『プリキュアシリーズ』のライブ。2024年1月20日・21日の2日間にわたり、神奈川県横浜市港北区の横浜アリーナを会場に開催された。
キャッチコピーは「みんなに響け！わたしたちの主題歌（うた）！」。

## 概要
テレビアニメ『プリキュアシリーズ』放送開始20周年を記念して開催された、同シリーズの主題歌歌手と出演声優によるコンサートで、作品公式ライブとしては2023年10月21日開催の『ひろがるスカイ!プリキュアLIVE2023 Hero Girls Live 〜Max!Splash!GoGo!〜』に続く通算12回目、シリーズ全体のライブとしては2019年1月に開催された『プリキュア15周年Anniversaryライブ 〜15☆Dreams Come True!〜』以来5年ぶり2度目の開催となる。
今回のコンサートは、2022年10月に開催された『デリシャスパーティ♡プリキュアLIVE2022 Cheers!Delicious LIVE Party♡』以来となる2日間3公演開催となり、両日の夜公演はアニメファン向けの「Premium Night」として、歴代全作品の出演声優39人・主題歌歌手18人・プリキュア78人によるライブステージのほか、オリジナルシナリオとなる朗読劇などで構成。21日昼に開催されたファミリー向けの昼公演では、シリーズ20年の歴史に沿って、オリジナルストーリーを描いていくライブ演出で構成される「大集合！夢のメモリアルステージショー」として、歴代全作品の主題歌歌手18人と78人のプリキュアに加えオリジナルキャラクターであるライブルン（声 - 吉田仁美、キャラクターデザイン - 板岡錦）が登場。最終公演の21日夜には、スペシャルゲストとしていきものがかりが出演した。また、3公演ともに2024年2月から開始のシリーズ第21作『わんだふるぷりきゅあ!』のキュアワンダフルとキュアフレンディも登場、放送に先立ち主題歌の初披露も行われた。
ライブ3公演はいずれも配信プラットフォームとしてミクチャ、カラオケルームでライブビューイングが可能なJOYSOUNDのみるハコにて生配信、期間限定のアーカイブ配信も実施された。またイベントの模様の一部が1月28日19時よりTOKYO MXで放送された特別番組『祝！プリキュア20周年!!周年の軌跡 魅力♡祭典♡熱狂スペシャル!!!』で紹介されている。その一方で、イベント終了時点では映像ソフト化の予定がない旨が本ライブの公式Xにて告知されている。

## 出演者

### 歌手
3公演とも出演。
- 五條真由美
- うちやえゆか
- 工藤真由[注 2]
- 宮本佳那子（剣崎真琴 / キュアソード役）
- 茂家瑞季
- 林ももこ
- 池田彩
- 吉田仁美[注 3]
- 黒沢ともよ
- 仲谷明香
- 礒部花凜
- 北川理恵
- 駒形友梨
- 吉武千颯
- Machico
- 佐々木李子
- 後本萌葉
- 石井あみ

### 声優
- 本名陽子（美墨なぎさ / キュアブラック役）
- ゆかな（雪城ほのか / キュアホワイト役）
- 樹元オリエ（日向咲 / キュアブルーム役、DAY1のみ）
- 榎本温子（美翔舞 / キュアイーグレット役、DAY1のみ）
- 三瓶由布子（夢原のぞみ / キュアドリーム役、DAY1のみ）
- 沖佳苗（桃園ラブ / キュアピーチ役、DAY2のみ）
- 水樹奈々（花咲つぼみ / キュアブロッサム役、DAY2のみ）
- 水沢史絵（来海えりか / キュアマリン役、DAY2のみ）
- 小清水亜美（北条 響 / キュアメロディ役、DAY2のみ）
- 福圓美里（星空みゆき / キュアハッピー役、DAY2のみ）
- 生天目仁美（相田マナ / キュアハート役、DAY1のみ）
- 中島愛（愛乃めぐみ / キュアラブリー役、DAY1のみ）
- 嶋村侑（春野はるか / キュアフローラ役、DAY1のみ）
- 高橋李依（朝日奈みらい / キュアミラクル役、DAY1のみ）
- 美山加恋（宇佐美いちか / キュアホイップ役、DAY2のみ）
- 引坂理絵（野乃はな / キュアエール役、DAY2のみ）
- 成瀬瑛美（星奈ひかる / キュアスター役、DAY2のみ）
- 小原好美（羽衣ララ / キュアミルキー役、DAY2のみ）
- 安野希世乃（天宮えれな / キュアソレイユ役、DAY2のみ）
- 小松未可子（香久矢まどか / キュアセレーネ役、DAY2のみ）
- 上坂すみれ（ユニ / キュアコスモ役、DAY2のみ）
- 悠木碧（花寺のどか / キュアグレース役、DAY2のみ）
- 依田菜津（沢泉ちゆ / キュアフォンテーヌ役、DAY2のみ）
- 河野ひより（平光ひなた / キュアスパークル役、DAY2のみ）
- 三森すずこ（風鈴アスミ / キュアアース役、DAY2のみ）
- ファイルーズあい（夏海まなつ / キュアサマー役、DAY1のみ）
- 花守ゆみり（涼村さんご / キュアコーラル役、DAY1のみ）
- 石川由依（一之瀬みのり / キュアパパイア役、DAY1のみ）
- 瀬戸麻沙美（滝沢あすか / キュアフラミンゴ役、DAY1のみ）
- 日高里菜（ローラ / キュアラメール役、DAY1のみ）
- 菱川花菜（和実ゆい / キュアプレシャス役、DAY1のみ）
- 清水理沙（芙羽ここね / キュアスパイシー役、DAY1のみ）
- 井口裕香（華満らん / キュアヤムヤム役、DAY1のみ）
- 茅野愛衣（菓彩あまね / キュアフィナーレ役、DAY1のみ）
- 関根明良（ソラ・ハレワタール / キュアスカイ役）
- 加隈亜衣（虹ヶ丘ましろ / キュアプリズム役、ラビリン役[注 4]）
- 村瀬歩（夕凪ツバサ / キュアウィング役）
- 七瀬彩夏（聖あげは / キュアバタフライ役）
- 古賀葵（プリンセス・エル / キュアマジェスティ役）

### スペシャルゲスト
- いきものがかり（21日夜公演のみ）

### 声の出演
敵キャラクターは21日昼公演のショーでの出演。
- キュアワンダフル - 長縄まりあ
- キュアフレンディ - 種﨑敦美
- カバトン - 間宮康弘
- ナルシストルー - 阪口周平
- チョンギーレ - 白熊寛嗣
- ジャアクンダー - 高木渉

## セットリスト
歌手名は昼夜同一の楽曲については記述を省略。

### Premium Night DAY1
1. ひろがるスカイ!プリキュア 〜Hero Girls〜（石井あみ、吉武千颯、関根明良、加隈亜衣、村瀬歩、七瀬彩夏、古賀葵）
2. Cheers!デリシャスパーティ♡プリキュア（Machico、佐々木李子、後本萌葉、菱川花菜、 清水理沙、井口裕香、茅野愛衣）
3. Viva! Spark! トロピカル〜ジュ！プリキュア withトロピカる部（Machico、ファイルーズあい、花守ゆみり、石川由依、瀬戸麻沙美、日高里菜）
4. ヒーリングっど♥プリキュア Touch!!（北川理恵）
5. キラリ☆彡スター☆トゥインクルプリキュア（北川理恵、吉武千颯）
6. We can!! HUGっと!プリキュア(ロング・イントロ・バージョン)（宮本佳那子）
7. SHINE!! キラキラ☆プリキュアアラモード 〜ロング・イントロ・バージョン〜（駒形友梨）
8. Dokkin♢魔法つかいプリキュア! Part2（北川理恵、高橋李依）
9. Miracle Go!プリンセスプリキュア（礒部花凛、嶋村侑）
10. ハピネスチャージプリキュア!WOW!（仲谷明香、中島愛、吉田仁美）
11. Happy Go Lucky! ドキドキ!プリキュア（黒沢ともよ、生天目仁美、宮本佳那子、池田彩）
12. Let's go! スマイルプリキュア!（池田彩、工藤真由）
13. ラ♪ラ♪ラ♪スイートプリキュア♪ 〜∞UNLIMITED ver.∞〜（工藤真由、池田彩）
14. Alright! ハートキャッチプリキュア!（池田彩、茂家瑞季、林ももこ）
15. Let's! フレッシュプリキュア! 〜Hybrid ver.〜（茂家瑞季、林ももこ、池田彩、工藤真由、黒沢ともよ）
16. プリキュア5、フル・スロットル GOGO!（工藤真由、三瓶由布子）
17. プリキュア5、スマイル go go!（工藤真由、三瓶由布子）
18. まかせて★スプラッシュ☆スター★（うちやえゆか、樹元オリエ、榎本温子）
19. DANZEN! ふたりはプリキュア（五條真由美、本名陽子、ゆかな、3コーラス目から歌手全員）
20. シェアして！プリキュア（池田彩、石井あみ、礒部花凜、うちやえゆか、北川理恵、工藤真由、黒沢ともよ、五條真由美、駒形友梨、佐々木李子、林ももこ、仲谷明香、後本萌葉、Machico、宮本佳那子、茂家瑞季、吉田仁美、吉武千颯）
21. キズナ♡スペシャリティ（菱川花菜、清水理沙、井口裕香、茅野愛衣）
22. シャンティア〜しあわせのくに〜（ファイルーズあい、花守ゆみり、石川由依、瀬戸麻沙美、日高里菜）
23. FLY TOGETHER!!!!!（関根明良、加隈亜衣、村瀬歩、七瀬彩夏、古賀葵）
24. All for one Forever（吉武千颯、礒部花凜、北川理恵、駒形友梨、Machico、宮本佳那子）
25. For “F”（石井あみ、Machico）
26. ゲッチュウ! らぶらぶぅ?!（五條真由美、本名陽子、ゆかな）
27. ムリムリ!? ありあり!! INじゃぁな〜い?!（五條真由美、本名陽子、ゆかな）
28. ワンダー☆ウインター☆ヤッター!!（五條真由美、本名陽子、ゆかな）
29. CURE UP↑RA♡PA☆PA!〜ほほえみになる魔法〜（高橋李依、北川理恵）
30. 魔法アラ・ドーモ!（高橋李依、北川理恵）
31. トロピカ I・N・G（吉武千颯、Machico）
32. あこがれ Go My Way!!（北川理恵、吉武千颯、ファイルーズあい、花守ゆみり、石川由依、瀬戸麻沙美、日高里菜）
33. この空の向こう（吉田仁美、黒沢ともよ）
34. ラブリンク（吉田仁美、生天目仁美、宮本佳那子）
35. ドリーミング☆プリンセスプリキュア（北川理恵、礒部花凜）
36. 夢は未来への道〜キュアフローラVer.〜（北川理恵、礒部花凜、嶋村侑）
37. キラキラしちゃってMy True Love!（宮本佳那子、工藤真由）
38. 手と手つないでハートもリンク!!（宮本佳那子、工藤真由、茂家瑞季、林ももこ）
39. プリキュア・メモリ（吉田仁美、仲谷明香）
40. パーティ ハズカム（吉田仁美、中島愛）
41. DELICIOUS HAPPY DAYS♪（吉武千颯、後本萌葉）
42. ココロデリシャス（佐々木李子、吉武千颯、後本萌葉、菱川花菜、清水理沙、井口裕香、茅野愛衣）
43. 「笑うが勝ち!」でGO!（五條真由美、樹元オリエ、榎本温子）
44. ガンバランスdeダンス（五條真由美、樹元オリエ、榎本温子）
45. ガンバランスdeダンス 〜夢みる奇跡たち〜 （宮本佳那子、三瓶由布子）
46. ガンバランスdeダンス 〜希望のリレー〜 （五條真由美、うちやえゆか、工藤真由、宮本佳那子）
47. Dear Shine Sky（吉武千颯）
48. わんだふるぷりきゅあ！evolution!!（吉武千颯）
49. FUN☆FUN☆わんだふるDAYS!（石井あみ、後本萌葉）
50. 雫のプリキュア（五條真由美、うちやえゆか、工藤真由、宮本佳那子）
51. プリキュアモードにSWITCH ON!（五條真由美、うちやえゆか、工藤真由、宮本佳那子）
52. キラキラKawaiiプリキュア大集合♪ 〜よろこびの音〜（歌手全員）
53. ヒロガリズム（石井あみ、吉武千颯、途中から出演者全員）
54. アンコール：Come on!プリキュアオールスターズ（歌手全員）
55. DANZEN!ふたりはプリキュア (Ver. Max Heart)（五條真由美、出演者全員）

### 大集合！夢のメモリアルステージショー
1. ひろがるスカイ!プリキュア 〜Hero Girls〜（石井あみ）
2. Cheers!デリシャスパーティ♡プリキュア（Machico）
3. Viva! Spark! トロピカル〜ジュ！プリキュア withトロピカる部（Machico）
4. ヒーリングっど♥プリキュア Touch!!
5. キラリ☆彡スター☆トゥインクルプリキュア（北川理恵）
6. We can!! HUGっと! プリキュア(ロング・イントロ・バージョン)
7. SHINE!! キラキラ☆プリキュアアラモード 〜ロング・イントロ・バージョン〜
8. Dokkin♢魔法つかいプリキュア! Part2（北川理恵）
9. Miracle Go! プリンセスプリキュア（礒部花凛）
10. ハピネスチャージプリキュア!WOW!（仲谷明香）
11. Happy Go Lucky! ドキドキ!プリキュア（黒沢ともよ）
12. Let’s go! スマイルプリキュア!（池田彩）
13. ラ♪ラ♪ラ♪スイートプリキュア♪ 〜∞UNLIMITED ver.∞〜
14. Alright! ハートキャッチプリキュア!（池田彩）
15. Let's! フレッシュプリキュア! 〜Hybrid ver.〜（茂家瑞季）
16. プリキュア5、フル・スロットル GOGO!（工藤真由）
17. まかせて★スプラッシュ☆スター★（うちやえゆか）
18. DANZEN!ふたりはプリキュア (Ver. Max Heart)（五條真由美）
19. リワインドメモリー（五條真由美、宮本佳那子）
20. All for one Forever
21. For “F”
22. プリキュアモードにSWITCH ON!
23. シェアして！プリキュア
24. ゲッチュウ! らぶらぶぅ?!（五條真由美、うちやえゆか、工藤真由、宮本佳那子）
25. ガンバランスdeダンス 〜希望のリレー〜
26. You make me happy!（林ももこ）
27. ハートキャッチ☆パラダイス（工藤真由）
28. ワンダフル↑パワフル↑ミュージック!!（池田彩）
29. イェイ! イェイ! イェイ!（吉田仁美）
30. ラブリンク（吉田仁美）
31. パーティ ハズカム（吉田仁美）
32. 夢は未来への道〜キュアフローラVer.〜（北川理恵）
33. CURE UP↑RA♡PA☆PA!〜ほほえみになる魔法〜（北川理恵、佐々木李子）
34. レッツ・ラ・クッキン☆ショータイム（宮本佳那子）
35. HUGっと!YELL FOR YOU（宮本佳那子、黒沢ともよ、仲谷明香、礒部花凜、後本萌葉）
36. パぺピプ☆ロマンチック（吉武千颯、北川理恵）
37. ミラクルっと♥Link Ring!（Machico）
38. あこがれ Go My Way!!（北川理恵、吉武千颯）
39. ココロデリシャス（佐々木李子）
40. Dear Shine Sky
41. キラキラKawaiiプリキュア大集合♪ 〜よろこびの音〜
42. アンコール：わんだふるぷりきゅあ！evolution!!
43. ヒロガリズム（石井あみ、吉武千颯、途中から歌手全員）

### Premium Night DAY2
1. ひろがるスカイ!プリキュア 〜Hero Girls〜
2. Cheers!デリシャスパーティ♡プリキュア （Machico、佐々木李子、後本萌葉）
3. Viva! Spark! トロピカル〜ジュ！プリキュア withトロピカる部 （Machico）
4. ヒーリングっど♥プリキュア Touch!!（北川理恵、悠木碧、依田菜津、 河野ひより、三森すずこ）
5. キラリ☆彡スター☆トゥインクルプリキュア（北川理恵、吉武千颯、成瀬瑛美、小原好美、安野希世乃、小松未可子、上坂すみれ）
6. We can!! HUGっと! プリキュア(ロング・イントロ・バージョン) （宮本佳那子、引坂理絵）
7. SHINE!! キラキラ☆プリキュアアラモード 〜ロング・イントロ・バージョン〜（駒形友梨、美山加恋）
8. Dokkin♢魔法つかいプリキュア! Part2
9. Miracle Go! プリンセスプリキュア
10. ハピネスチャージプリキュア!WOW!（仲谷明香、吉田仁美）
11. Happy Go Lucky! ドキドキ!プリキュア（黒沢ともよ、宮本佳那子、池田彩）
12. Let’s go! スマイルプリキュア!（池田彩、福圓美里、工藤真由）
13. ラ♪ラ♪ラ♪スイートプリキュア♪ 〜∞UNLIMITED ver.∞〜（工藤真由、小清水亜美、池田彩）
14. Alright! ハートキャッチプリキュア!（池田彩、水樹奈々、水沢史絵、茂家瑞季、林ももこ）
15. Let's! フレッシュプリキュア! 〜Hybrid ver.〜（茂家瑞季、林ももこ、沖佳苗、池田彩、工藤真由、黒沢ともよ）
16. プリキュア5、フル・スロットル GOGO!
17. プリキュア5、スマイル go go!（工藤真由）
18. まかせて★スプラッシュ☆スター★
19. DANZEN! ふたりはプリキュア
20. シェアして！プリキュア
21. Ready Steady →プリキュア!!（悠木碧、依田菜津、河野ひより、三森すずこ）
22. Twinkle Stars（成瀬瑛美、小原好美、安野希世乃、小松未可子、上坂すみれ）
23. FLY TOGETHER!!!!!
24. All for one Forever
25. For “F”
26. ゲッチュウ! らぶらぶぅ?!
27. ムリムリ!? ありあり!! INじゃぁな〜い?!
28. ワンダー☆ウインター☆ヤッター!!
29. イェイ! イェイ! イェイ!（吉田仁美、福圓美里）
30. 満開＊スマイル!（吉田仁美、池田彩）
31. ハートキャッチ☆パラダイス
32. Tomorrow Song 〜あしたのうた〜（工藤真由、水樹奈々、水沢史絵）
33. ミラクルっと♥Link Ring!
34. エビバディ☆ヒーリングッデイ!（宮本佳那子、悠木碧、加隈亜衣、依田菜津、河野ひより、三森すずこ）
35. パぺピプ☆ロマンチック
36. 教えて...!トゥインクル☆（吉武千颯、成瀬瑛美、小原好美、安野希世乃、小松未可子、上坂すみれ）
37. You make me happy!（林ももこ、沖佳苗）
38. H@ppy Together!!!（林ももこ、茂家瑞季）
39. レッツ・ラ・クッキン☆ショータイム（宮本佳那子、美山加恋）
40. シュビドゥビ☆スイーツタイム（宮本佳那子、駒形友梨）
41. ワンダフル↑パワフル↑ミュージック!!
42. ♯キボウレインボウ♯（池田彩、小清水亜美）
43. HUGっと! 未来☆ドリーマー（引坂理絵、宮本佳那子）
44. HUGっと! YELL FOR YOU（引坂理絵、宮本佳那子、黒沢ともよ、仲谷明香、礒部花凜）
45. Dear Shine Sky
46. わんだふるぷりきゅあ！evolution!!
47. FUN☆FUN☆わんだふるDAYS!
48. 雫のプリキュア
49. プリキュアモードにSWITCH ON!
50. キラキラKawaiiプリキュア大集合♪ 〜よろこびの音〜
51. ヒロガリズム
52. アンコール：ときめき（いきものがかり）
53. うれしくて（いきものがかり）
54. Come on! プリキュアオールスターズ
55. DANZEN!ふたりはプリキュア (Ver. Max Heart)